# Португалија на Светском првенству у атлетици на отвореном 2022.
Португалија је на 18. Светском првенству у атлетици на отвореном 2022. одржаном у Јуџину  од 15. до 25. јула учествовала осаммнаести пут, односно учествовала је на свим првенствима до данас. Репрезентацију Португалије представљало је 23 такмичара (7 мушкарца и 16 жена) који су се такмичили у 17 дисциплина (5 мушке и 12 женских) ., 
На овом првенству Португалија је по броју освојених медаља делила 22. место са 1 освојеном медаљом (златна). У табели успешности према броју и пласману такмичара који су учествовали у финалним такмичењима (првих 8 такмичара) Португалија је са 4 учесника у финалу делила 26. место са 16 бодова.
| Плас. | Земља       | 1. место | 2. место | 3. место | 4. место | 5. место | 6. место | 7. место | 8. место | Бр. финал. | Бод. |
| ----- | ----------- | -------- | -------- | -------- | -------- | -------- | -------- | -------- | -------- | ---------- | ---- |
| =26.  | Португалија | 1        | 0        | 0        | 0        | 1        | 1        | 0        | 1        | 4          | 16   |

## Учесници
| Мушкарци: - Исак Надер — 1.500 м - Руј Коељо — ходање 35 км - Жоао Вијеира — ходање 35 км - Педро Пичардо — Троскок - Тијаго Переира — Троскок - Цанко Арнаудов — Бацање кугле - Леандро Рамос — Бацање копља | Жене: - Лорен Доркас Базоло — 100 м, 200 м - Катиа Азеведо — 400 м - Марта Пен Фреитас — 1.500 м - Маријана Мачадо — 5.000 м - Вера Барбоса — 400 м препоне - Ана Кабесиња — ходање 20 км - Каролина Коста — ходање 20 км - Инес Енрикес — ходање 20 км, ходање 35 км - Виториа Оливеира — ходање 35 км - Сандра Силва — ходање 35 км - Евелисе Веига — Скок удаљ - Патрисија Мамона — Троскок - Ориол Донгмо — Бацање кугле - Жесика Иншуде — Бацање кугле - Лилиана Ца — Бацање диска - Ирина Родригес — Бацање диска |  |

## Освајачи медаља (1)

### злато (1)
- Педро Пичардо — Троскок

## Резултати

### Мушкарци
| Атлетичар      | Дисциплина   | Лични рекорд | Квалификације     | Квалификације     | Полуфинале            | Полуфинале           | Финале               | Финале       | Детаљи |
| Атлетичар      | Дисциплина   | Лични рекорд | Резултат          | Место             | Резултат              | Место                | Резултат             | Место        | Детаљи |
| -------------- | ------------ | ------------ | ----------------- | ----------------- | --------------------- | -------------------- | -------------------- | ------------ | ------ |
| Исак Надер     | 1.500 м      | 3:36,50      | 3:42,81           | 13. у гр. 2       | Није се квалификовао  | Није се квалификовао | Није се квалификовао | 40 / 41 (42) |        |
| Руј Коељо      | 35 км ходање | 2:36:00      |                   |                   |                       |                      | 2:44:55 ЛРС          | 39 / 40 (50) |        |
| Жоао Вијеира   | 35 км ходање | 2:33:23 НР   | Није завршио трку | Није завршио трку |                       |                      |                      |              |        |
| Педро Пичардо  | Троскок      | 18,08        | 17,16 КВ          | 1. у гр. А        |                       |                      | 17,95 СРС            |              |        |
| Тијаго Переира | Троскок      | 17,11        | 16,69 кв          | 6. у гр. Б        | 16,69                 | 10 / 27 (29)         |                      |              |        |
| Цанко Арнаудов | Бацање кугле | 21,56 НР     | 19,93             | 9. у гр. Б        | Нису се квалификовали | 17 / 29 (30)         |                      |              |        |
| Леандро Рамос  | Бацање копља | 84,78        | 77,34             | 12. у гр. Б       | Нису се квалификовали | 22 / 27 (28)         |                      |              |        |

### Жене
| Атлетичарка         | Дисциплина    | Лични рекорд | Квалификације   | Квалификације | Полуфинале            | Полуфинале            | Финале                | Финале       | Детаљи |
| Атлетичарка         | Дисциплина    | Лични рекорд | Резултат        | Место         | Резултат              | Место                 | Резултат              | Место        | Детаљи |
| ------------------- | ------------- | ------------ | --------------- | ------------- | --------------------- | --------------------- | --------------------- | ------------ | ------ |
| Лорен Доркас Базоло | 100 м         | 11,10 НР     | 11,44           | 6. у гр. 7    | Није се квалификовала | Није се квалификовала | Није се квалификовала | 38 / 49      |        |
| Лорен Доркас Базоло | 200 м         | 22,64 НР     | 23,41           | 6. у гр. 2    | Није се квалификовала | Није се квалификовала | Није се квалификовала | 33 / 44 (45) |        |
| Катиа Азеведо       | 400 м         | 50,59 НР     | 51,55 (.545) кв | 5. у гр. 2    | 51,79 (.785)          | 7. у гр. 1            | Није се квалификовала | 19 / 43      |        |
| Марта Пен Фреитас   | 1.500 м       | 4:03,99      | 4:08,58         | 7. у гр. 1    | Није се квалификовала | Није се квалификовала | Није се квалификовала | 30 / 42      |        |
| Маријана Мачадо     | 5.000 м       | 15:25,87     | 15:18,09 ЛР     | 12. у гр. 2   |                       |                       | Није се квалификовала | 20 / 35 (37) |        |
| Вера Барбоса        | 400 м препоне | 55,22 НР     | 56,79           | 7. у гр. 5    | Није се квалификовала | Није се квалификовала | Није се квалификовала | 30 / 36 (37) |        |
| Ана Кабесиња        | 20 км ходање  | 1:27:46 НР   |                 |               |                       |                       | 1:30:29 ЛРС           | 9 / 36 (41)  |        |
| Каролина Коста      | 20 км ходање  | 1:36:03      | 1:36:31         | 25 / 36 (41)  |                       |                       |                       |              |        |
| Инес Енрикез        | 20 км ходање  | 1:29:00      | 1:38:32         | 32 / 36 (41)  |                       |                       |                       |              |        |
| Инес Енрикез        | 35 км ходање  | 2:45:51 НР   | 2:51:12 ЛРС     | 13 / 35 (41)  |                       |                       |                       |              |        |
| Виториа Оливеира    | 35 км ходање  | 2:56:55      | 2:57:37         | 19 / 35 (41)  |                       |                       |                       |              |        |
| Сандра Силва        | 35 км ходање  | 3:19:47      | 3:17:23 ЛР      | 35 / 35 (41)  |                       |                       |                       |              |        |
| Евелисе Веига       | Скок удаљ     | 6,74         | 6,54            | 8. гр. А      |                       |                       | Није се квалификовала | 15 / 25 (28) |        |
| Патрисија Мамона    | Троскок       | 15,01 НР     | 14,32 кв        | 7. у гр. А    | 14,29                 | 8 / 28                |                       |              |        |
| Ориол Донгмо        | Бацање кугле  | 19,75 НР     | 19,38 КВ        | 1. у гр. А    | 19,62                 | 5 / 29                |                       |              |        |
| Жесика Иншуде       | Бацање кугле  | 18,21        | 18,01           | 9. у гр. Б    | Није се квалификовала | 17 / 29               |                       |              |        |
| Лилиана Ца          | Бацање диска  | 66,40 НР     | 61,41 кв        | 6. у гр. А    | 63,99 ЛРС             | 6 / 30                |                       |              |        |
| Ирина Родригес      | Бацање диска  | 63,96        | 57,69           | 12. у гр. Б   | Није се квалификовала | 23 / 30               |                       |              |        |